# 365
Правління Валентиніана I у Західній Римській імперії й Валента в Східній Римській імперії. У Китаї правління династії Цзінь. В Індії правління імперії Гуптів. У Японії триває період Ямато. У Персії править династія Сассанідів.
На території лісостепової України Черняхівська культура. У Північному Причорномор'ї готи й сармати. Історики VI століття згадують плем'я антів, що мешкало на території сучасної України приблизно з IV сторіччя.

## Події
- 21 липня внаслідок землетрусу в Александрії (Єгипет) зруйновано одне з чудес світу — відомий 180-метровий Александрійський маяк, збудований у 3 ст. до н. е.
- У Константинополі підіймає бунт Прокопій і проголошує себе імператором. Підкупивши два легіони, він захоплює Фракію і Віфінію.
- 1 листопада алемани перейшли через Рейн і вдерлися в Галлію. Імператор Валентіан I поспішає в Париж організовувати відсіч.
- Імператор Валент велить вигнати борця з аріанством Афанасія Великого з Александрії. Це вже п'яте вигнання. 65 Афанасій переховується в околицях міста.